# Katalin Cseh

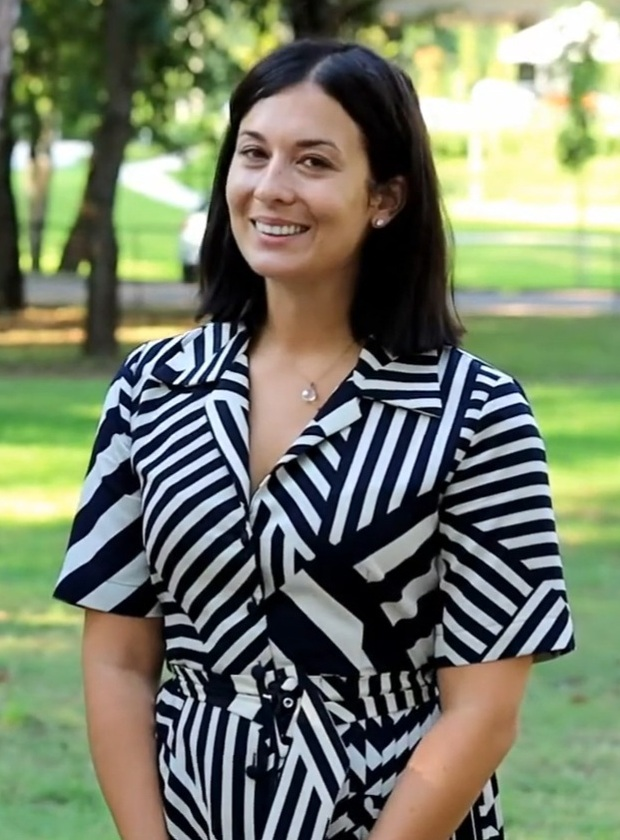
Katalin Cseh (2020)

Katalin Cseh (* 29. Juni 1988 in Montreal, Kanada) ist eine ungarische Politikerin der Momentum-Bewegung. Vom 2. Juli 2019 bis zum 15. Juli 2024 war sie Mitglied des Europäischen Parlaments der Allianz der Liberalen und Demokraten für Europa (ALDE) in der Fraktion Renew Europe.

## Leben

### Ausbildung und Beruf
Katalin Cseh besuchte von 2001 bis 2007 das Ferenc-Toldy-Gymnasium in Budapest. Anschließend studierte sie Medizin an der Semmelweis-Universität, wo sie 2014 zur Doktorin der Medizin promovierte. An der Erasmus-Universität Rotterdam erwarb sie 2015 einen Master of Science in Health Economics and Public Policy. Nach Abschluss des Medizinstudiums war sie von 2015 bis 2017 an der Semmelweis-Universität an der Abteilung für Geburtshilfe und Gynäkologie tätig. 2018 begann sie an der Eötvös-Loránd-Universität ein Master-of-Business-Administration-Studium.
Im Zuge der COVID-19-Pandemie meldete sie sich 2020 als Freiwillige für den ungarischen Rettungsdienst. Vom The Parliament Magazine wurde sie 2022 im Rahmen der MEP Awards mit dem COVID-19 Response Award ausgezeichnet.

### Politik
Von 2012 bis 2016 war sie für die International Federation of Liberal Youth (IFLRY) aktiv. Ab 2015 war sie Mitglied jener Bürgerbewegung, aus der 2017 die Momentum-Bewegung hervorging. Bei der Parlamentswahl in Ungarn 2018 kandidierte sie für Momentum-Bewegung, die Partei schaffte jedoch den Einzug ins Parlament nicht.
Bei der Europawahl 2019 war sie neben Margrethe Vestager, Nicola Beer, Guy Verhofstadt, Violeta Bulc, Emma Bonino und Luis Garicano Teil des siebenköpfigen Spitzenkandidaten-Teams Team Europe der Allianz der Liberalen und Demokraten für Europa (ALDE). Bei der Europawahl in Ungarn 2019 war sie Spitzenkandidatin der Momentum-Bewegung, die 9,93 Prozent der Stimmen und damit zwei Mandate im EU-Parlament erlangte. Das zweite Mandat ging an Anna Donáth.
Im Juni wurde sie unter Präsident Dacian Cioloș zu einer der Vizepräsidentinnen von Renew Europe gewählt. In der mit 2. Juli 2019 beginnenden 9. Wahlperiode des Europäischen Parlamentes ist Cseh volles Mitglied im Ausschuss für Industrie, Forschung und Energie (ITRE) sowie stellvertretendes Mitglied im Haushaltskontrollausschuss (CONT) und im Ausschuss für regionale Entwicklung (REGI).
Im Kampf gegen Korruption forderte sie eine Schwarze Liste der EU mit Unternehmen mit Korruptionsvergangenheit. Diese sollten fünf Jahre lang von öffentlichen Aufträgen ausgeschlossen werden. Außerdem sollten Länder, die sich dem europäischen Staatsanwalt verweigern, kein Geld bekommen.
Für die Europawahl 2024 wurde Anna Donáth Spitzenkandidatin der Momentum-Bewegung, Katalin Cseh wurde als Zweite der Liste gereiht. Nach der Wahl schied sie im Juli 2024 aus dem EU-Parlament aus. Vom The Parliament Magazine wurde sie 2024 als eine von zwanzig Rising Stars ausgezeichnet.
Nach einer gerichtlichen Verurteilung von András Fekete-Győr im Oktober 2024 ging dessen Parlamentsmandat an Katalin Cseh.

## Auszeichnungen
- 2022: COVID-19 Response Award des The Parliament Magazines[7]
- 2024: Rising Star des The Parliament Magazines[16]